# Vervoer in de Filipijnen
In dit artikel worden de infrastructuur en diverse manieren van vervoer in de Filipijnen beschreven.

## Vervoer over de weg

### Vervoer per jeepney

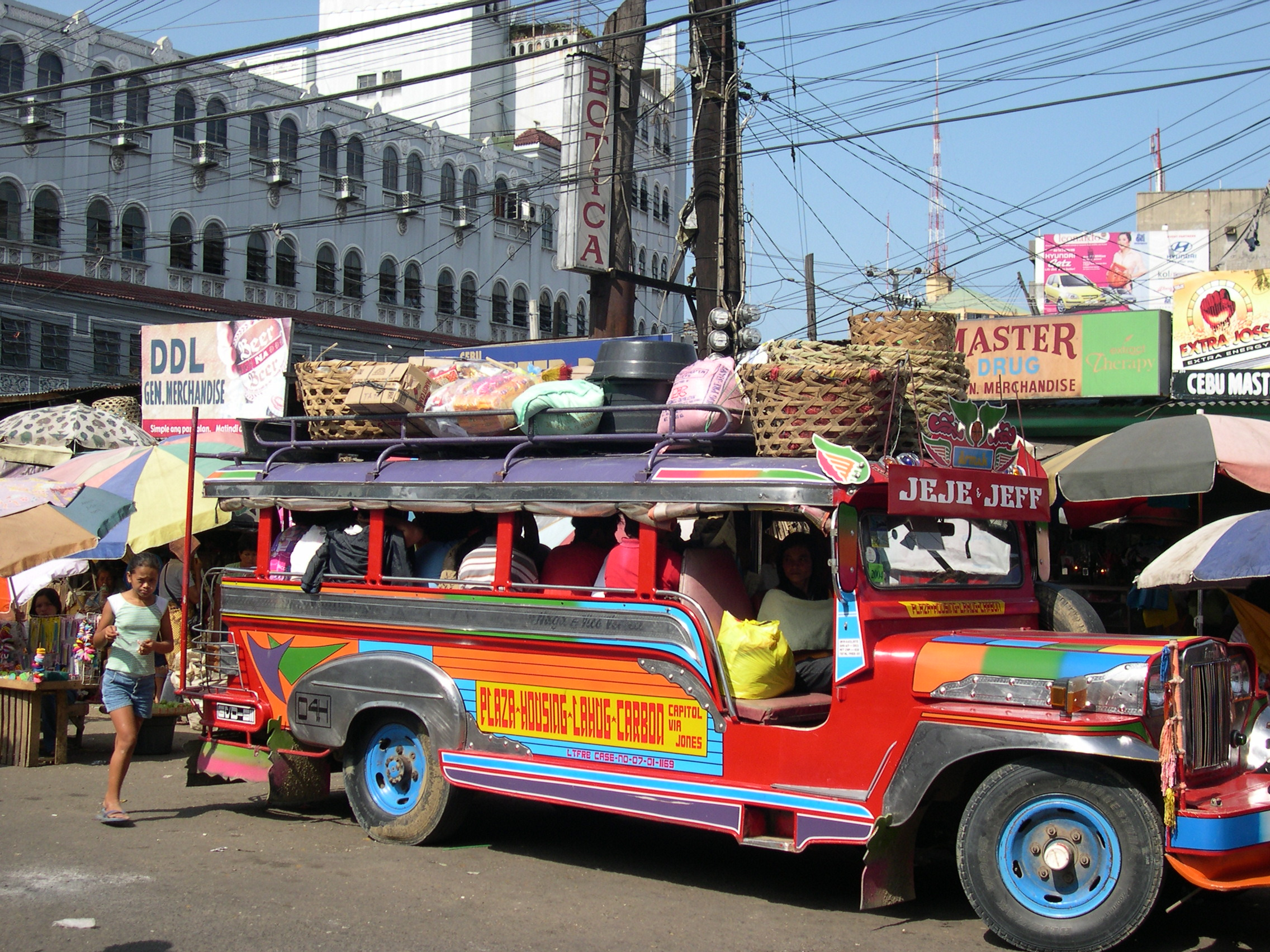
Een jeepney klaar voor vertrek in Cebu City

De jeepney is een typisch Filipijns openbaarvervoermiddel dat veelvuldig gebruikt wordt binnen en buiten de stad. De kleurige verlengde jeeps zijn van oorsprong overblijfselen van de na de Tweede Wereldoorlog door de Amerikanen achtergelaten jeeps. Tegenwoordig worden de jeepneys in speciale fabrieken in de Filipijnen gemaakt. Hoewel een jeepney niet zo groot is als een bus, lukt het de chauffeur en zijn maatje toch vaak om veel mensen aan boord te krijgen. In de jeepney zijn meestal twee tegenover elkaar geplaatste banken langs de zijkanten om op te zitten. Als deze vol zijn worden, vooral op de routes buiten de stad, de mensen op kleine krukjes in het middenpad geplaatst. Daarnaast kunnen nog meer passagiers meegenomen worden door het dak te gebruiken of achter de jeepney te gaan hangen.

### Vervoer per tricycle

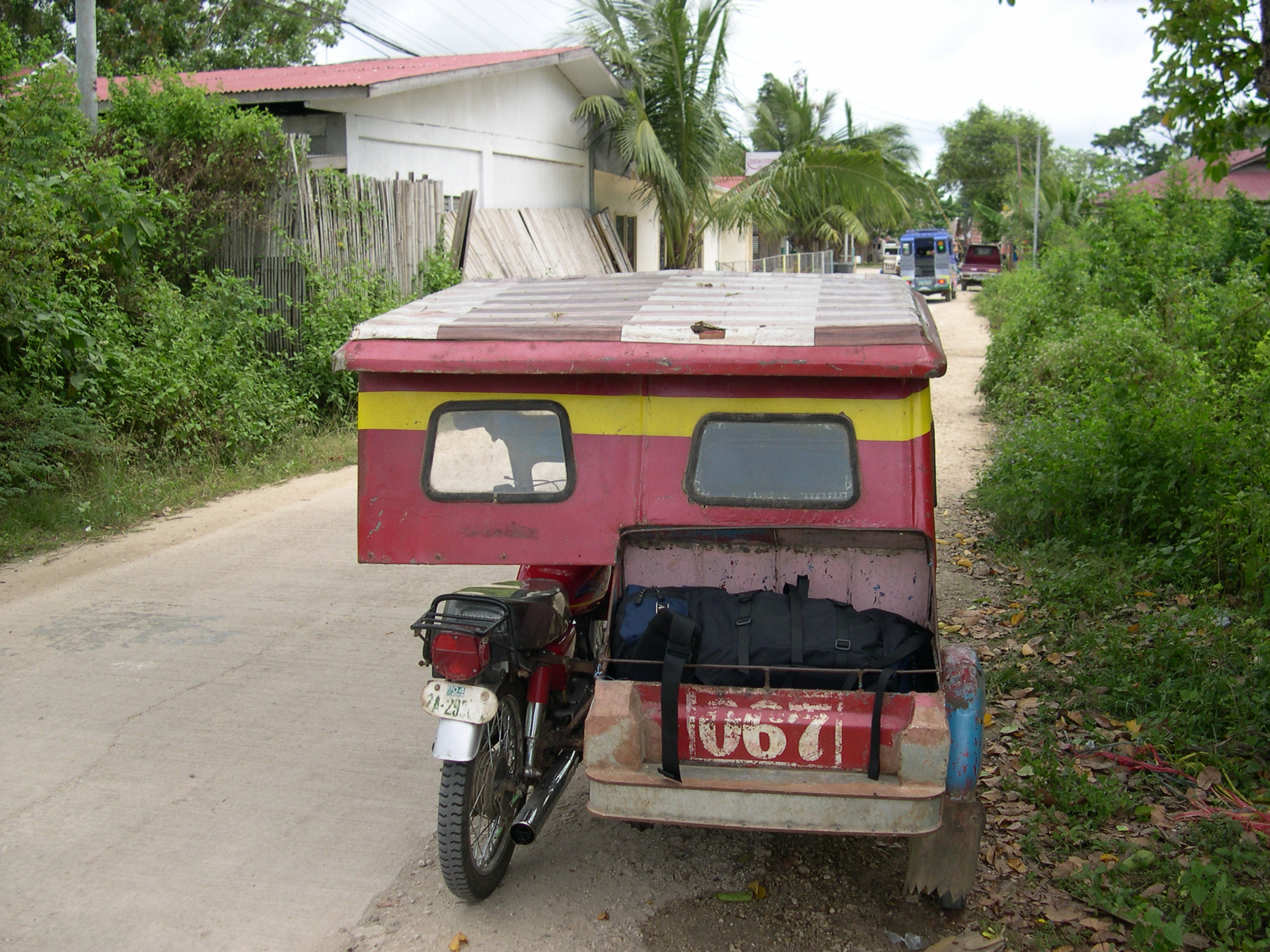
Een tricycle gezien vanaf de achterkant in Panglao

Een andere vorm van openbaar vervoer is de Filipijnse tricycle. Dit is een veelvoorkomend vervoermiddel dat ideaal is voor kortere routes en op kleinere wegen waar bussen en jeepneys niet rijden. Een Filipijnse tricycle is een motorfiets met zijspan en een overkapping. Met een tricycle kunnen na wat passen en meten tot 5 personen vervoerd worden.

### Wegen in de Filipijnen
Een groot percentage van de wegen in de Filipijnen is nog onverhard of deels onverhard. Volgens cijfers uit 2003 zijn van de 200.037 kilometer weg in het land 19.804 kilometer verhard. Er zijn echter vooral op Luzon enkele goede snelwegen. Een aantal belangrijke snelwegen zijn:
- Pan-Filipijnse snelweg (ook wel Maharlika Highway);
- North Luzon Expressway van Balintawak in Quezon City naar Santa Ines in de provincie Pampanga;
- South Luzon Expressway van Manilla naar Calamba City in de provincie Laguna;
- Metro Manila Skyway, een verhoogde tolweg die aansluit op de South Luzon Expressway van Sen. Gil Puyat Ave. in Makati City naar Bicutan in Parañaque City;
- Manila-Cavite Expressway van Parañaque City naar Bacoor in de provincie Cavite;
- Manila North Road (MacArthur Highway) van Caloocan naar San Fernando City in de provincie La Union;
- Epifanio de los Santos Avenue (EDSA) van SM Mall of Asia naar Caloocan.

## Vervoer over het spoor
Vervoer over het spoor komt in de Filipijnen relatief weinig voor. Veel bestaande spoorweglijnen zijn al jaren niet meer in gebruik.

### Huidige spoorwegnetwerk
De metro van Manilla  is een grotendeels bovengronds spoornetwerk waarop lightrail- en metrotreinen dienstdoen. Om kosten te besparen zijn in het midden van de grote boulevards pilaren geplaatst, waarop de spoorbanen rusten. Het net volgt dus globaal de grote verkeersaders, zonder kruispunten te delen met het wegverkeer. Het netwerk is (anno 2010) 48 km lang en heeft drie lijnen met in totaal 43 stations. 
- Light Rail Transit-1 (LRT-1/Metrorail/Gele lijn) van Monumento in Caloocan naar Baclaran in Parañaque City.
- Light Rail Transit-2 (LRT-2/Megatren/Paarse Lijn) van Recto in Manilla naar Santolan in Marikina City
- Metro Rail Transit-3 (MRT-3/Metrostar/Blauwe Lijn) van Taft in Pasay City naar North Avenue in Quezon City

Naast dit drukke vervoerssysteem is er nog enig vervoer over het spoor in de Filipijnen. Het netwerk van de nationale spoorweg maatschappij, Philippine National Railways (PNR), bestaat uit twee hoofdlijnen. De lijn tussen Manilla en San Fernando wordt ook wel Northrail genoemd en de lijn tussen Manilla en Legazpi City wordt Southrail genoemd. Northrail is een traject van 266 kilometer met een 55 kilometer lange aftakking van Tarlac City naar San Jose City. Deze lijnen zijn al sinds eind jaren tachtig niet meer in gebruik. Southrail daarentegen is nog wel in gebruik. De lijn is 479 kilometer lang en heeft nog enkele aftakkingen, waaronder een 5 kilometer lang traject van San Pedro naar Carmona.

### Strong Republic Transit System
Om het vervoer per spoor een impuls te geven heeft de regering het project Strong Republic Transit System gestart. Het doel is om te zorgen voor een betrouwbaar, goed op elkaar aansluitend en geïntegreerd openbaar vervoer per spoor, dat zich kan meten met de internationale standaards.
Onderdeel van het Strong Republic Transit System is het Northrail project. Dit project, dat inmiddels is opgestart, bestaat uit het herstellen van de hierboven genoemde verbinding van Manilla met het noorden van Luzon.

## Vervoer over het water

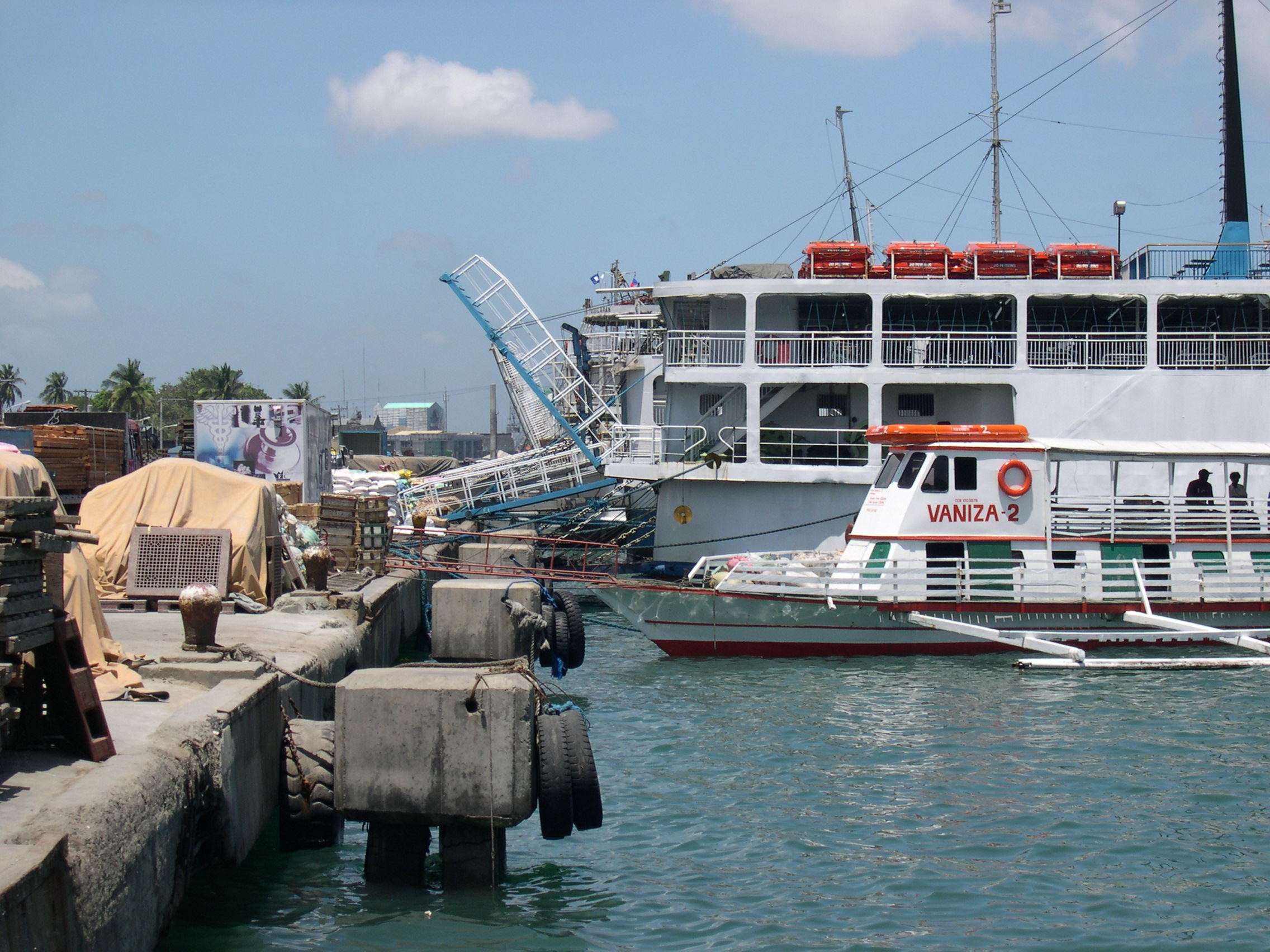
De kade van de haven van Cebu City bij pier 1

Het vervoer over water komt in de Filipijnen logischerwijs erg veel voor. Tot aan de ontwikkeling van de luchtvaart begin 19e eeuw was de een schip de enige manier om het land te bereiken. De eerste Europeanen, onder leiding van Ferdinand Magellaan, bereikten per zeilschip de archipel. Daarvoor hadden de Chinezen en de Moren het land al op die manier ontdekt. Tegenwoordig gaat nog steeds veel vervoer in de Filipijnen per boot. De belangrijkste havens voor internationaal scheepvaartverkeer zijn die van Manilla (Port of Manila en Eva Macapagal Port Terminal). Ook steden als Batangas City, Cagayan de Oro, Cebu City, Davao City, Guimaras Island, Iligan, Iloilo City, Jolo, Legazpi City, Lucena, Puerto Princesa City, San Fernando, Subic Bay, Zamboanga City, Matnog, Allen, Ormoc, en Lucena hebben levendige havens.

### Vervoer per outrigger

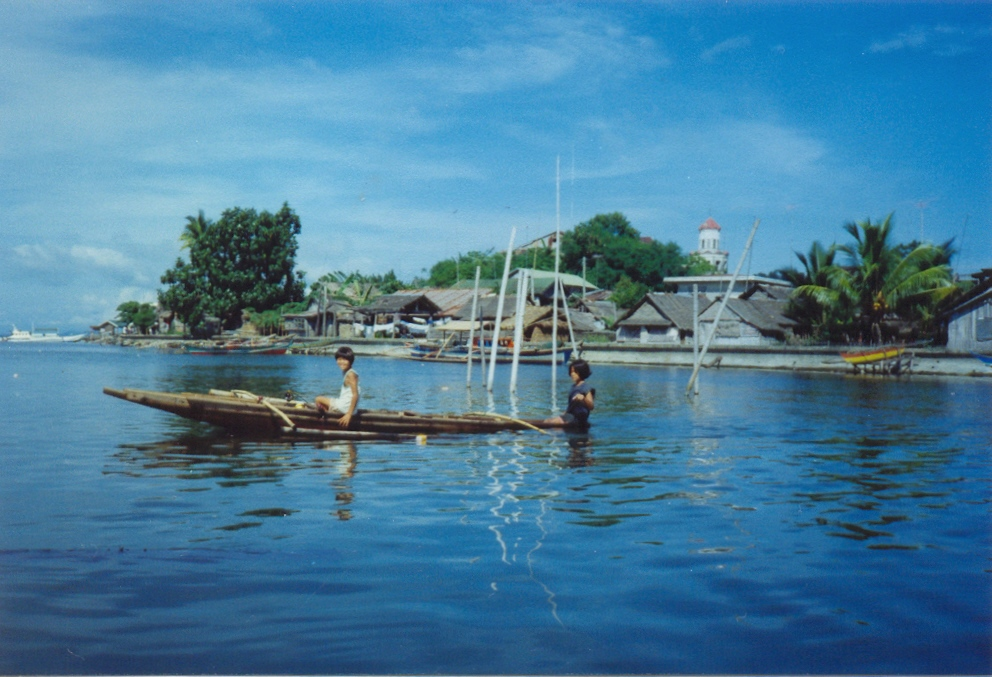
Een kleine outrigger voor de kust van Samar

Veel van het vervoer over water in de Filipijnen gebeurt met de zogenaamde outrigger (ook wel: bangka). Dit is een type kano met een of meerdere drijvers langs de zijkant bevestigd aan een of beide zijden van de boot. De outrigger heeft een veel grotere stabiliteit en zeewaardigheid ten opzichte van de traditionele kano. Kleine boten hebben vaak slechts 1 drijver aan bakboordzijde, terwijl grotere boten er een aan beide zijde hebben.

## Vervoer door de lucht

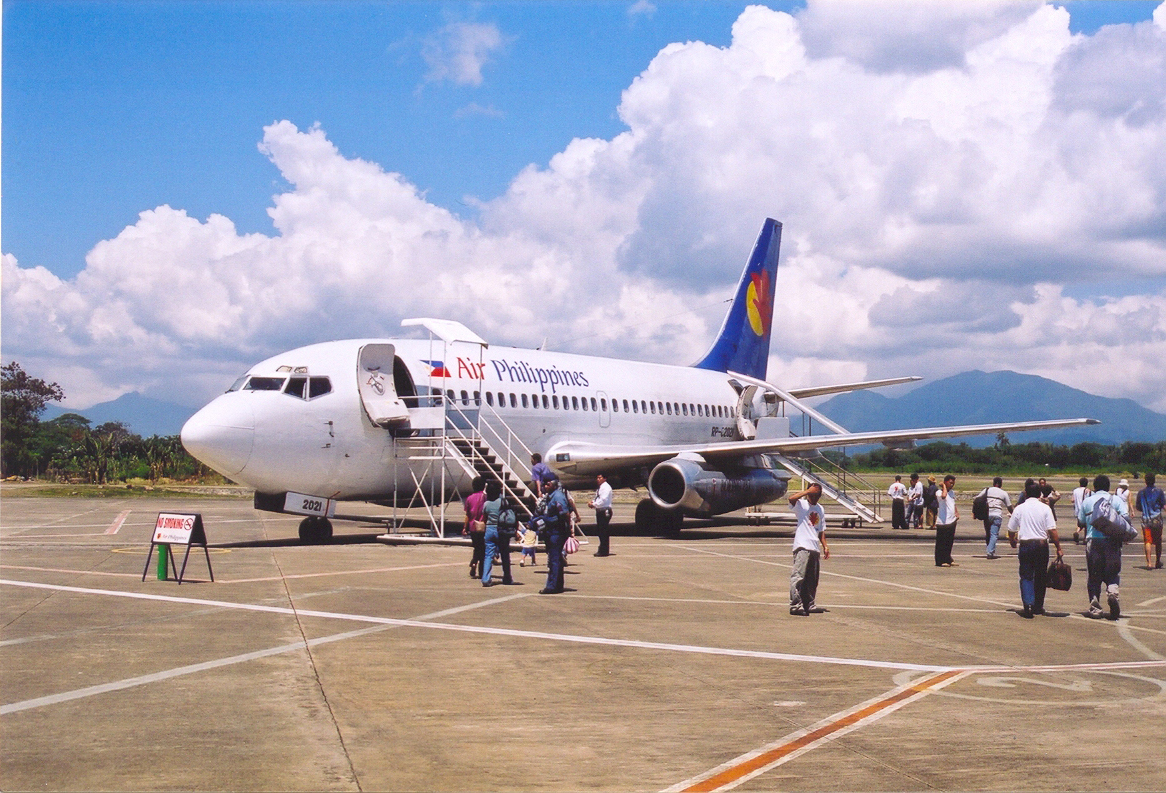
Een vliegtuig van Air Philippines op Palawan klaar om te boarden

Als gevolg van de grootte van het land, de vele eilanden waaruit de archipel bestaat en de ligging ten opzichte van het vasteland van Azië wordt in de Filipijnen veelvuldig gebruikgemaakt van de luchtvaart om zich binnen en buiten het land te verplaatsen.

### Luchtvaartmaatschappijen
Naast de vele buitenlandse luchtvaartmaatschappijen die op en in het land vliegen, heeft de Filipijnen de volgende lokale maatschappijen:
- Philippine Airlines
- Air Philippines
- Cebu Pacific
- Zest Airways
- South East Asian Airlines
- Laoag International Airlines
- Interisland Airlines

### Vliegvelden
De Filipijnen hebben ongeveer 174 vliegvelden. De tien internationale vliegvelden zijn:
- Diosdado Macapagal International Airport (Clark International Airport)
- Mactan-Cebu International Airport
- Francisco Bangoy International Airport (Davao International Airport)
- General Santos International Airport (Tambler Airport)
- Kalibo International Airport
- Laoag International Airport
- Ninoy Aquino International Airport (Manilla)
- Puerto Princesa International Airport
- Subic Bay International Airport
- Zamboanga International Airport